# Willisville (Virginia)
Willisville ist ein gemeindefreies Gebiet im Südwesten von Loudoun County des US-Bundesstaats Virginia und befindet sich unweit von Middleburg an der Kreuzung der Willisville, Millville und Welbourne Road. 
Die Gemeinde wurde nach dem Sezessionskrieg vom befreiten Sklaven Heuson Willis gegründet, der damals ein Häuschen auf einem Gebiet mit der Fläche von 1,2 Hektar für 100 US-Dollar gekauft hatte. Heutzutage befinden sich in Willisville elf Grundstücke.
Willisville zeichnet sich dadurch aus, eine der letzten Orte Virginias ohne fließendem Wasser zu sein. Die alte afroamerikanische Gemeinde muss außerdem noch auf Brunnen und Latrinen zurückgreifen. 